# Солдатский амазон
Солдатский амазон (лат. Amazona mercenaria) — птица семейства попугаевых.

## Внешний вид
Длина тела 33—34 см; вес около 340 г. Основная окраска оперения зелёная. Лоб, лицевая часть головы, горло и нижняя часть тела более светлые. Затылок и вся верхняя сторона тела тёмно-зелёные, с серо-синей каймой на концах. Сгибы крыльев жёлтые или жёлто-оранжевые. Клюв серо-жёлтый. Радужка оранжево-красная. Самец и самка окрашены одинаково.

## Распространение
Обитает в Эквадоре и Колумбии, на северо-западе Венесуэлы.

## Образ жизни
Населяют субтропические и тропические сырые леса, низменности, субтропические и тропические сырые горные леса до высоты 3500 м над уровнем моря. Это пугливые и беспокойные попугаи. Их голос можно услышать в ранние утренние часы и под вечер, когда они слетаются в долины на кормёжку и возвращаются на ночлег в горные леса. Об их жизни в природе известно очень мало.
Малочислен.

## Размножение
Гнездовой период длится с февраля по июнь. Гнёзда устраивают в дуплистых деревьях высоко от земли. В кладке 2—4 яйца.

## Классификация
Вид включает в себя 2 подвида.
- Amazona mercenaria canipalliata (Cabanis, 1874)
- Amazona mercenaria mercenaria (Tschudi, 1844)